# Margaret Loomis
Margaret Loomis (1893–1969) fue una actriz de cine estadounidense que trabajó durante la era de cine mudo.
Loomis fue hija única.
Además de trabajar en la actuación, Loomis fue bailarina en la escuela Denishawn. Realizó una gira por Estados Unidos miembro de la compañía de la escuela Denishaw antes de convertirse en actriz de cine.
Loomis estaba casada con el empresario de Los Ángeles Richard Wayne Crook.

## Filmografía
- The Call of the East (1917)
- The Bottle Imp (1917)
- Hashimura Togo (1917)
- The Hidden Pearls (1918)
- Everywoman (1919)
- Told in the Hills (1919)
- The Veiled Adventure (1919)
- Why Smith Left Home (1919)
- Always Audacious (1920)
- What Happened to Jones (1920)
- The Sins of St. Anthony (1920)
- Conrad in Quest of His Youth (1920)
- 3 Gold Coins (1920)
- A Kiss in Time (1921)
- Turn to the Right (1922)
- Money! Money! Money! (1923)
- Bell Boy 13 (1923)
- Law of the Lawless (1923)
- My Neighbor's Wife (1925)